# Consorans
|  | No s'ha de confondre amb Consuarans. |

Els consorans (en llatí: Consorani) van ser un poble esmentat per Plini el Vell que els situa entre els pobles aquitans.
Diu que estaven situats entre els tornats i els ausques. En un altre lloc diu que vivien a la Gàl·lia Narbonesa, a la regió anomenada Coserans o Couserans, entre Bigorra i Foix. Sota domini romà van quedar dividits entre les províncies d'Aquitània i de la Gàl·lia Narbonense i probablement en temps d'August van quedar tots dins de la Narbonense.